# Occupation allemande du Monténégro
 (mai 2025).
1943–1944
Entités précédentes :
- Gouvernorat italien du Monténégro

Entités suivantes :
- République socialiste du Monténégro

Pendant la Seconde Guerre mondiale, une zone du Royaume de Yougoslavie, précédemment occupée comme gouvernorat italien du Monténégro a été occupée par les forces de l'Allemagne. 
Cette occupation a fait suite à la capitulation italienne lors de l'Armistice de Cassibile en septembre 1943. face aux forces alliées et les a rejoint. Les forces italiennes se sont alors retirées du gouvernorat et de l'Albanie voisine. Les forces allemandes occupèrent immédiatement le Monténégro et l'Albanie. Le territoire resta sous occupation allemande jusqu'à ce que les nazis et nombre de leurs collaborateurs locaux se retirent en décembre 1944.
Immédiatement après la capitulation italienne, les forces allemandes ont occupé la majeure partie de l'ancien gouvernorat, exception faite de certaines zones contrôlées par les partisans yougoslaves. Le territoire était administré comme un territoire occupé, sous le commandement de  la Feldkommandtur no 1040, dirigée par le Generalmajor Wilhelm Keiper (en). Jusqu'au printemps 1944, le commandement de zone de Keiper était subordonné à une succession de quartiers généraux supérieurs ; d'abord le général allemand en Albanie, puis le 5e corps de montagne SS, puis la 2e armée blindée (2. Panzerarmee). 
Par la suite, il a été promu au rang de commandement indépendant et Keiper a rendu compte directement au commandant en chef en Europe du Sud-Est, Alexander Löhr. Keiper a imité son prédécesseur italien en tentant d'obtenir l'aide des Verts (séparatistes monténégrins) et des Tchetniks qui avaient fait allégeance à Milan Nedić, chef du gouvernement fantoche du Territoire du commandant militaire en Serbie, mais pas au chef suprême des Tchetniks, Draža Mihailović ni aux Musulmans du Sandjak (en).
Avec des représentants de ces groupes, il a formé en octobre un Conseil administratif national, présidé par Ljubomir Vuksanović (en), pour l'aider à administrer le territoire. Il y eut très vite désaccord, les membres du conseil voulant négocier leurs pouvoirs avec Keiper qui les a sévèrement réprimandés car ils n'étaient censés n'être qu'un instrument de son régime d'occupation. La principale préoccupation du conseil n'était pourtant que de garantir les importations de nourriture. Nedić était prêt à fournir 900 t de nourriture par mois, mais le conseil avait besoin de l'aide allemande pour le transport. En fin de compte, seulement 250–300 t étaient importées par mois, soit à peine 20 % de la quantité que les Italiens importaient pendant leur occupation. La conséquence fut la famine dans de vastes zones du territoire occupé, pendant toute la durée de l'administration allemande.
Les Allemands ont fait appel à la gendarmerie locale, à la milice et à quelques Tchetniks pour tenter de contrôler le territoire occupé, mais ils se sont révélés incapables de contrer les partisans. Keiper coopta alors à contrecœur le chef tchetnik monténégrin Pavle Đurišić, qui avait été capturé par les Allemands en mai 1943 et emprisonné mais il avait pu s'évader vers Belgrade où les allemands et Nedić ont accepté une proposition d'alliance. Avec l'approbation allemande, Nedić nomma Đurišić à la tête du Corps des volontaires monténégrins (en) et les envoya aider Keiper. La réticence allemande s'expliquait par les allégeances dispersées de Đurišić ; il comptait sur les Allemands pour le soutien logistique, mais devait également allégeance à Nedić et Mihailović.
Les Allemands ont évacué leurs troupes du territoire occupé dans le cadre de leur retrait général des Balkans vers les frontières du Troisième Reich. Đurišić accompagna les Allemands jusqu'au nord-est de la Bosnie avant de les quitter pour rejoindre Mihailović. Après avoir réalisé que Mihailović n'avait aucun plan pour sauver les forces tchetniks restantes, il le quitta pour tenter de rejoindre d'autres forces collaborationnistes rassemblées dans l'ouest de la Yougoslavie.
Avec sa troupe, il fut intercepté par les forces fascistes de l'État indépendant de Croatie , plus nombreuses, dans le nord-ouest de la Bosnie. Đurišić fut capturé et exécuté. Nombre de ses hommes furent également tués par les forces du NDH (en) ou par des partisans.
Après le retrait des Allemands du territoire occupé et leur évacuation vers l'Autriche, le chef fasciste Sekula Drljević tenta de créer un gouvernement en exil dans l'État indépendant de Croatie voisin (NDH), qui était un quasi-protectorat allemand. Drljević y créa une force militaire, l'Armée nationale monténégrine (en), avec le chef fasciste croate Ante Pavelić. Cependant, son gouvernement en exil, connu sous le nom de « Conseil d'État monténégrin », fut dissous après la chute du gouvernement du NDH.
Le territoire fut repris par les partisans yougoslaves de Josip Broz Tito et devint une partie de la Yougoslavie fédérative démocratique.